# Aeroportul Caviahue
Aeroportul Caviahue (IATA: CVH, ICAO: SAHE) este un aeroport din Provincia Neuquén, Argentina ce deservește zona Caviahue (centro de esquí)⁠(d).
Situat la o altitudine de 1.660 m, aeroportul dispune de o singură pistă.